# Saurita intermedia
Saurita intermedia är en fjärilsart som beskrevs av Druce 1884. Saurita intermedia ingår i släktet Saurita och familjen björnspinnare. Inga underarter finns listade.